# Arouca
Pour les articles homonymes, voir Arouca (homonymie).
Arouca est une municipalité du Portugal, située dans l'aire métropolitaine de Porto et la région Nord, qui fait partie du district d'Aveiro.

## Géographie
Arouca est limitrophe :
- au nord, de Castelo de Paiva et Cinfães,
- à l'est, de Castro Daire,
- à l'est et au sud, de São Pedro do Sul,
- au sud, de Vale de Cambra,
- au sud-ouest, d'Oliveira de Azeméis,
- au nord-ouest, de Santa Maria da Feira et Gondomar.

## Histoire
L'histoire d'Arouca est liée à celle de son monastère fondé au Xe siècle et qui reçoit plusieurs avantages royaux au XIIe siècle. Au XIIIe siècle, Mafalda de Portugal — fille du roi Sanche Ier — y devient religieuse. Le monastère devient alors exclusivement féminin et contribue au développement économique de la vallée d'Arouca.
Fondée autour de la paroisse d'Arouca, la municipalité annexe les municipalités voisines de Vila Meã do Burgo en 1817, Alvarenga en 1836 et Fermedo en 1855. Elle absorbe également la paroisse de Covelo de Paivó en 1917.

## Démographie
| 1801  | 1849   | 1900   | 1930   | 1960   | 1981   | 1991   | 2001   | 2004   |
| ----- | ------ | ------ | ------ | ------ | ------ | ------ | ------ | ------ |
| 7 072 | 11 111 | 16 671 | 21 433 | 26 378 | 23 896 | 23 894 | 24 227 | 24 019 |

| 2011   | - | - | - | - | - | - | - | - |
| ------ | - | - | - | - | - | - | - | - |
| 22 359 | - | - | - | - | - | - | - | - |

## Subdivisions
Depuis la loi no 11-A/2013 du 28 janvier 2013, portant réorganisation administrative du territoire des freguesias, la municipalité d'Arouca est subdivisée en 16 paroisses (freguesia en portugais) contre 20 auparavant :
- Alvarenga
- Arouca e Burgo (fusion d'Arouca et Burgo)
- Cabreiros e Albergaria da Serra (fusion de Cabreiros et Albergaria da Serra)
- Canelas e Espiunca (fusion de Canelas et Espiunca)
- Chave
- Covelo de Paivó e Janarde (fusion de Covelo de Paivó et Janarde)

Carte des paroisses d'Arouca.

- Escariz
- Fermedo
- Mansores
- Moldes
- Rossas
- Santa Eulália
- São Miguel do Mato
- Tropeço
- Urrô
- Várzea

## Jumelages
- Poligny (France)

## Sites et monuments
La commune abrite le pont 516 Arouca, une passerelle pédestre suspendue à 175 m au-dessus de la rivière Paiva, ouvert à la circulation en avril 2021. Avec 516 m, il est le plus long pont au monde dans sa catégorie.